# Liam Palmer
Liam Jordan Palmer (Worksop, 19 september 1991) is een Schots voetballer die doorgaans speelt als rechtsback. In augustus 2010 debuteerde hij voor Sheffield Wednesday. Palmer maakte in 2019 zijn debuut in het Schots voetbalelftal.

## Clubcarrière
Palmer speelde vanaf zijn achtste levensjaar in de jeugd van Sheffield Wednesday. Hier speelde hij zijn eerste professionele wedstrijd op 21 augustus 2010, toen in de League One met 1–0 gewonnen werd van Brighton & Hove Albion door een doelpunt van Giles Coke. Palmer mocht van coach Alan Irvine twee minuten voor tijd invallen voor de doelpuntenmaker. In zijn tweede seizoen in het eerste elftal eindigde Sheffield Wednesday op de tweede plaats, waardoor promotie naar het Championship behaald werd. Palmer bleef echter actief in de League One, aangezien Tranmere Rovers hem voor een seizoen op huurbasis overnam. Na zijn terugkeer werd hij een vaste waarde in het eerste elftal van Sheffield Wednesday. In het seizoen 2020/21 degradeerde de club weer naar de League One, om aan het einde van het seizoen 2022/23 de play-offs te winnen en weer terug te keren in het Championship. Hierop verlengde Palmer zijn contract met één seizoen. Sheffield Wednesday wist zich te handhaven in het Championship, waarop Palmer opnieuw voor een jaar bijtekende.

## Clubstatistieken
| Seizoen | Club                | Competitie   | Competitie | Competitie | Beker | Beker | Internationaal | Internationaal | Totaal | Totaal |
| Seizoen | Club                | Competitie   | Wed.       | Dlp.       | Wed.  | Dlp.  | Wed.           | Dlp.           | Wed.   | Dlp.   |
| ------- | ------------------- | ------------ | ---------- | ---------- | ----- | ----- | -------------- | -------------- | ------ | ------ |
| 2010/11 | Sheffield Wednesday | League One   | 9          | 0          | 2     | 0     | —              | —              | 11     | 0      |
| 2011/12 | Sheffield Wednesday | League One   | 14         | 1          | 6     | 0     | —              | —              | 20     | 1      |
| 2012/13 | → Tranmere Rovers   | League One   | 43         | 0          | 3     | 0     | —              | —              | 46     | 0      |
| 2013/14 | Sheffield Wednesday | Championship | 39         | 0          | 5     | 0     | —              | —              | 44     | 0      |
| 2014/15 | Sheffield Wednesday | Championship | 35         | 0          | 4     | 0     | —              | —              | 39     | 0      |
| 2015/16 | Sheffield Wednesday | Championship | 15         | 0          | 4     | 0     | —              | —              | 19     | 0      |
| 2016/17 | Sheffield Wednesday | Championship | 21         | 0          | 2     | 0     | —              | —              | 23     | 0      |
| 2017/18 | Sheffield Wednesday | Championship | 25         | 0          | 4     | 0     | —              | —              | 29     | 0      |
| 2018/19 | Sheffield Wednesday | Championship | 35         | 0          | 4     | 0     | —              | —              | 39     | 0      |
| 2019/20 | Sheffield Wednesday | Championship | 33         | 0          | 1     | 0     | —              | —              | 34     | 0      |
| 2020/21 | Sheffield Wednesday | Championship | 39         | 1          | 2     | 0     | —              | —              | 41     | 1      |
| 2021/22 | Sheffield Wednesday | League One   | 41         | 1          | 5     | 1     | —              | —              | 46     | 2      |
| 2022/23 | Sheffield Wednesday | League One   | 47         | 6          | 5     | 0     | —              | —              | 52     | 6      |
| 2023/24 | Sheffield Wednesday | Championship | 34         | 2          | 4     | 1     | —              | —              | 38     | 3      |
| 2024/25 | Sheffield Wednesday | Championship | 23         | 0          | 4     | 0     | —              | —              | 27     | 0      |
| Totaal  | Totaal              | Totaal       | 453        | 11         | 55    | 2     | 0              | 0              | 508    | 13     |

Bijgewerkt op 22 juli 2025.

## Interlandcarrière
Palmer maakte zijn debuut in het Schots voetbalelftal op 21 maart 2019, toen een kwalificatiewedstrijd voor het EK 2020 gespeeld werd tegen Kazachstan. Door doelpunten van Joeri Pertsoekh, Jan Vorogovski en Baktijor Zajnoetdinov wonnen de Kazachen het duel met 3–0. Palmer mocht van bondscoach Alex McLeish in de basis beginnen en hij speelde het gehele duel mee. De andere Schotse debutant dit duel was Marc McNulty (Aberdeen).
| Interlands van Liam Palmer voor Schotland | Interlands van Liam Palmer voor Schotland | Interlands van Liam Palmer voor Schotland | Interlands van Liam Palmer voor Schotland | Interlands van Liam Palmer voor Schotland | Interlands van Liam Palmer voor Schotland |
| №                                         | Datum                                     | Wedstrijd                                 | Uitslag                                   | Competitie                                | Goals                                     |
| Als speler bij Sheffield Wednesday        | Als speler bij Sheffield Wednesday        | Als speler bij Sheffield Wednesday        | Als speler bij Sheffield Wednesday        | Als speler bij Sheffield Wednesday        | Als speler bij Sheffield Wednesday        |
| ----------------------------------------- | ----------------------------------------- | ----------------------------------------- | ----------------------------------------- | ----------------------------------------- | ----------------------------------------- |
| 1                                         | 21 maart 2019                             | Kazachstan – Schotland                    | 3 – 0                                     | EK 2020 kwalificatie                      |                                           |
| 2                                         | 10 oktober 2019                           | Rusland – Schotland                       | 4 – 0                                     | EK 2020 kwalificatie                      |                                           |
| 3                                         | 13 oktober 2019                           | Schotland – San Marino                    | 6 – 0                                     | EK 2020 kwalificatie                      |                                           |
| 4                                         | 16 november 2019                          | Cyprus – Schotland                        | 1 – 2                                     | EK 2020 kwalificatie                      |                                           |
| 5                                         | 19 november 2019                          | Schotland – Kazachstan                    | 3 – 1                                     | EK 2020 kwalificatie                      |                                           |
| 6                                         | 7 september 2020                          | Tsjechië – Schotland                      | 1 – 2                                     | Nations League 2020/21                    |                                           |
| 7                                         | 15 november 2020                          | Slowakije – Schotland                     | 1 – 0                                     | Nations League 2020/21                    |                                           |
| 8                                         | 31 maart 2021                             | Schotland – Faeröer                       | 4 – 0                                     | WK 2022 kwalificatie                      |                                           |

Bijgewerkt op 22 juli 2025.